# Heiko Seidel
Heiko Seidel (* 12. April 1966 in Dresden) ist ein deutscher Kabarettist und Schauspieler. 
Er gehört seit 2002 zum festen Ensemble des Kom(m)ödchen in Düsseldorf. Sein Sohn Leon Seidel ist ebenfalls Schauspieler.

## Ausbildung
- Folkwangschule, Essen
- Bauhaus, Dessau
- Théâtre du Soleil, Paris
- Theater der Klänge, Düsseldorf

## Preise
- 2004 Mindener Stichling (Gruppenpreis)
- 2009 Leipziger Löwenzahn (Gruppenpreis)
- 2010 Theaterpreis der Düsseldorfer Volksbühne (Gruppenpreis, für Sushi)
- 2012 Monika Bleibtreu Preis für „Freaks. Eine Abrechnung.“[1]

## Veröffentlichungen
- Couch. Ein Heimatabend. DVD mit Heiko Seidel, Maike Kühl und Christian Ehring
- Sushi. Ein Requiem. DVD mit Heiko Seidel, Maike Kühl und Christian Ehring
- Freaks. Eine Abrechnung. DVD mit Heiko Seidel, Maike Kühl und Christian Ehring